# Los Rastrojos
Los Rastrojos ou Rondas Campesinas Populares (RCP) é uma organização paramilitar colombiana envolvida no narcotráfico e no conflito armado que ocorre no país. O grupo foi formado pelo capo do Cartel del Norte del Valle Wilber Varela, conhecido como "Jabon", e um de seus homens de confiança, "Diego Rastrojo", por volta de 2004, quando Varela se desentendeu com o companheiro Diego Leon Montoya, conhecido como "Don Diego". O grupo tornou-se independente após o assassinato de seu principal fundador, na Venezuela, em 2008, e desde então se tornou uma das mais importantes organizações do tráfico de drogas na Colômbia.
O grupo possui os próprios fundos, principalmente pelo tráfico de cocaína, maconha e heroína, e pela mineração ilegal de ouro, aproveitando assim altos preços do ouro em 2010 e 2011.
Los Rastrojos, juntamente com o Cartel del Norte del Valle, são considerados os "herdeiros" do Cartel de Cali. Outros relatos alegam que Los Rastrojos são de fato o mesmo Cartel del Norte del Valle, apenas trabalhando sob um novo nome e tirando partido "de uma forte rede de assassinos, distribuidores e contatos nos mercados internacionais". O grupo se concentra na compra de coca a partir da fonte, processando e vendê-a para si mesmos por atacado para distribuição internacional ou enviando-a para si mesmos através da América Central e México.
Acredita-se que operam principalmente no Valle del Cauca e Cali, embora haja relatos de que difundam a sua zona de influência para outras partes da Colômbia e Venezuela ocidental. A adesão é estimada em 1.200 a 1.500 combatentes e assassinos. Vários membros do Los Rastrojos foram mortos ou presos na Venezuela pelas forças armadas venezuelanas.